# Louis Brulé
Louis Brulé, né le 2 octobre 2000, est un coureur cycliste français, membre du GSC Blagnac Vélo Sport 31. Il participe à des compétitions sur route et sur piste.

## Biographie
Louis Brulé commence le cyclisme à l'âge de 10 ou 11 ans à Pinon. En deuxième année minime (14 ans), il part courir au Vélo Club de Laon jusque dans les rangs cadets, avant de rejoindre l'équipe Olympique Grande-Synthe en catégorie juniors. Parallèlement à sa carrière sportive, il entame des études d'ingénieur à l'université de technologie de Compiègne,.
En 2017, lors des championnats de France sur piste, il remporte le titre national dans la course aux points et termine troisième de la poursuite par équipes, chez les juniors (moins de 19 ans). L'année suivante, toujours en catégorie juniors, il connait ses premières sélections en équipe de France. Sous le maillot tricolore, il obtient une médaille en poursuite par équipes aux championnats du monde et une autre en bronze dans la course par élimination aux championnats d'Europe.
Il rejoint l'équipe Dunkerque Littoral Cyclisme en 2019, pour son passage dans les rangs espoirs (moins de 23 ans). En août, il devient vice-champion de France de poursuite par équipes, sous les couleurs du comité des Hauts-de-France. Pour 2020, il change de nouveau de club en signant au GSC Blagnac Vélo Sport 31.

## Palmarès sur piste

### Championnats du monde juniors
- Aigle 2018
  -  Médaillé d'argent de la poursuite par équipes juniors

### Championnats d'Europe
| Édition / Épreuve    | Course à l'élimination |
| Aigle 2018 (juniors) | Bronze                 |

### Championnats de France
- 2017
  -  Champion de France de course aux points juniors
  - 2e de la poursuite par équipes juniors
- 2019
  - 2e de la poursuite par équipes